# Les Mées (Sarthe)
Les Mées è un comune francese di 98 abitanti situato nel dipartimento della Sarthe nella regione dei Paesi della Loira.

## Società

### Evoluzione demografica
Abitanti censiti